# Горецкие
Горецкие (пол. Górecki) — дворянские роды польского происхождения.
Первый из них герба Долэнга, происходит от Ивана Горецкого, хорунжего познанского, подписавшего акт соединения Литвы с Польшей (1569); внесён в I ч. родословной книги Виленской губ.
Второй род, герба Верушова, происходящий от Роха Горецкого, жившего в 1575 году, внесён в I часть родословной книги Волынской губернии.
Третий род, герба Соколя, происходит от Павла Горецкого, владевшего поместьями в 1680 г.; внесён в VI часть родословной книги Витебской губернии.
Четвертый род, герба Ястржембец, происходит от Стефана Горецкого, отличившегося под Веной (1683) и пожалованного за это поместьями. Иван был назначен в 1713 году в должность Хорунжего Брацлавского. Этот род внесён в VI часть родословной книги Подольской губернии.

## Описание герба
В червлёном щите золотая опрокинутая подкова, сопровождаемая вверху серебряным с широкими концами крестом, а внизу между шипами золотою стрелою в столб.
Щит увенчан дворянским коронованным шлемом. Нашлемник: выходящее ястребиное крыло натурального цвета, пронзённое сверху золотой стрелой вертикально. Намёт: червлёный с золотом.